# Françoise Barré-Sinoussi
Françoise Barré-Sinoussi ((); Parigi, 30 luglio 1947) è una virologa e immunologa francese, che fece parte del gruppo guidato da Luc Montagnier all'Institut Pasteur quando, nel 1983, fu scoperto il virus dell'immunodeficienza umana (HIV) che è la causa dell'AIDS.
Il 6 ottobre 2008 le è stato assegnato il Premio Nobel per la medicina con Luc Montagnier per aver scoperto l'HIV.
Si è ritirata dalla ricerca attiva il 31 agosto 2015 e si è completamente ritirata nel 2017.

## Biografia
Nata a Parigi il 30 luglio 1947, ha conseguito il dottorato nel 1974 presso la facoltà di scienze di Parigi. Ricercatrice all'INSERM dal 1975 ha condotto lavori su argomenti connessi all'AIDS. A partire dal 1988 è membro dell'Institut Pasteur dove occupa un posto da professoressa e dirigente di ricerca. Le altre persone che hanno partecipato alla scoperta del virus HIV furono Willy Rozenbaum, Françoise Brun-Vezinet e Jean-Claude Chermann.
Nel gennaio 1983, Willy Rozenbaum invia la prima biopsia ai gangli di un paziente affetto da "linfoadenopatia generalizzata", cioè allo stadio di "pre-AIDS" (stato precedente alla comparsa di un'immunodeficienza profonda), prelevata all'hôpital de la Pitié-Salpêtrière. Luc Montagnier mise in coltura le cellule del linfonodo. Nelle tre settimane successive, Jean-Claude Chermann e Françoise Barré-Sinoussi analizzarono regolarmente la coltura per cercare segni di attività della trascrittasi inversa, al fine di determinare se fosse possibile la presenza di un retrovirus. Una tale attività fu effettivamente individuata, ma si associava sistematicamente a morte cellulare.
Da qui l'idea di coinvolgere i gruppi di ricerca del centro di trasfusioni sanguigne dell'istituto allo scopo di ottenere globuli bianchi di donatori, per metterli in coltura assieme al supernatante della coltura delle cellule del linfonodo, che avrebbe dovuto contenere il retrovirus. L'attività enzimatica retrovirale fu nuovamente osservata, dimostrando la presenza di un virus. L'effetto citopatico del virus sui linfociti CD4 fu in seguito provato.
Fra il 1988 e il 1998 ha partecipato a programmi collettivi per la ricerca di un vaccino contro l'HIV, utilizzando dei primati. 
Barré-Sinoussi divenne responsabile del suo laboratorio all'Istituto Pasteur nel 1988, e mise in atto dei programmi di ricerca sulle determinanti virali e sulle cellule ospiti coinvolte nella fisiopatologia virale dell'HIV.

## Riconoscimenti
Barré-Sinoussi ha condiviso il Premio Nobel per la medicina del  2008 Nobel Prize con Luc Montagnier per la scoperta dell'HIV, nonché con Harald zur Hausen, per le ricerche sul cancro alla cervice e per il ruolo del papilloma virus nel suo sviluppo.
Tra gli altri riconoscimenti ricevuti:
- Il Sovac Prize
- Il premio Körber European Science Prize della Körber Foundation
- Il premio dell'Académie des sciences francese
- Premio King Faisal International Prize
- Il premio International AIDS Society Prize[6]
- Laurea ad honorem presso la Tulane University nel maggio 2009, dalla University of New South Wales nel luglio 2014, nonché il 4 ottobre 2014 dalla École polytechnique fédérale de Lausanne